# 坂克彦
坂 克彦（さか かつひこ、1985年9月6日 - ）は、茨城県新治郡出島村（後に霞ヶ浦町を経て、現：かすみがうら市）出身の元プロ野球選手（内野手・外野手、右投左打）・コーチ・監督。

## 経歴

### プロ入り前
霞ヶ浦町立南中学校では軟式野球部に所属。常総学院高校では1年時からレギュラーとなり、3年連続で全国高等学校野球選手権大会に出場。2年夏の第84回全国高等学校野球選手権大会では森岡良介、筧裕次郎らを擁し初優勝した明徳義塾高校に敗れたものの16強入り。その後、新チーム結成時には主将となったが翌年6月に降りた。3年夏、県大会決勝で美馬学を擁した藤代高校に勝利、その後の第85回全国高等学校野球選手権大会では3番遊撃手として出場。後にプロでチームメイトとなる吉良俊則を擁する柳ヶ浦高校、同じく黒田祐輔を擁する静岡高校、久米勇紀を擁する桐生第一高校などを破り、決勝ではダルビッシュ有と佐藤弘祐のバッテリーを擁する東北高校に勝利して同校の初優勝に貢献した。高校通算35本塁打。
2003年のプロ野球ドラフト会議で、大阪近鉄バファローズから4巡目指名を受けたことを機に入団した。背番号は53。

### 近鉄・楽天時代
近鉄時代には一軍公式戦への出場機会がなく、2004年のシーズン終了後に、オリックス・ブルーウェーブとの球団合併に伴う選手分配ドラフトで東北楽天ゴールデンイーグルスと契約。楽天球団の創設メンバーとして、近鉄時代に続いて背番号53を着用した。
楽天時代の2005年には、イースタン・リーグ公式戦全96試合中、山下勝充に次ぐチーム2位の83試合に出場。二塁手で56試合、遊撃手で13試合に起用されるともに、二塁手としてリーグ最高の守備率を記録。打撃面では、最終規定打席に到達しなかったものの、チームトップ（リーグ5位）の37四球と出塁率.362という成績を残した。
2006年には、シーズン途中まで、主に遊撃手としてイースタン・リーグ公式戦34試合に出場。しかし、楽天在籍中も一軍昇格には至らなかった。

### 阪神時代
2006年6月に、牧野塁との交換トレードで阪神タイガースに移籍した。背番号は、近鉄・楽天時代の番号の数字を逆に組み合わせた35。10月14日の対広島東洋カープ戦（広島市民球場）で、「7番・二塁手」としてスタメンで一軍公式戦デビューを果たした。二軍では、主に二塁手としてウエスタン・リーグ公式戦36試合に出場。出塁率.344を記録した。
2007年は今岡誠や関本健太郎らの不調もあり、6月から7月にかけて二塁手や三塁手でスタメン起用され、7月1日の対横浜ベイスターズ戦で寺原隼人からプロ初安打、初打点となる本塁打を放った。二軍では主に二塁手として42試合に出場し、リーグ4位の10犠打、42安打中10二塁打を記録した。
2008年は平野恵一やアーロム・バルディリスが加入して内野手の層が厚くなったため、一軍では前年と同じ出場試合数ながら打席数は4分の1以下に減り、9打数無安打に終わった。二軍では主に二塁手として58試合に出場し、規定打席到達者中最高の打率.292を記録したが、首位打者は規定打席不足ながら特例が適用された新井良太に譲った。また出塁率は規定打席到達者中3位の.346、リーグ2位の6三塁打を記録したが、守備では二塁手としてリーグワーストタイの5失策、三塁手としても7試合で2失策を記録した。ただし、二塁手としての守備率.982は例年と大差はなかった。
2009年は一軍で開幕を迎えたが、出場5試合の4打数無安打で4月に二軍降格。6月に右手首を骨折して8月に手術したこともあり、シーズン中の再昇格はなかった。
2010年は一軍で開幕を迎えたが、しばらくは一軍と二軍の往復が続いた。しかし、シーズン終盤で一軍に再昇格すると、2本の本塁打と2本の三塁打を記録。9月25日の対広島戦（甲子園球場）では、プロ入り後初めて同球場で試合後にヒーローインタビューを受けた。
2011年は、内野手の層が厚いチーム事情から、春季キャンプで外野守備を練習。内野手登録ながら、オープン戦期間中までは、俊介など本職の外野手との間で中堅手のレギュラー争いを繰り広げていた。しかし、公式戦開幕直前の3月30日、練習中に右手人さし指末節骨を骨折。開幕一軍を逃したばかりか、シーズン全体でも、一軍公式戦への出場は3試合（無安打）にとどまった。シーズン終了後の11月には、右肘関節の形成手術を受けた。
2012年も開幕一軍を逃したが、5月27日に初めて一軍へ昇格。しかし、出場3試合で2打席無安打（いずれも代打）に終わったこともあって、6月6日には二軍へ降格した。その後、8月14日に再び一軍へ昇格。一軍では2年振りの安打を放ったほか、右投手が先発する試合を中心に、三塁手や右翼手としてスタメン出場の機会を得た。
2013年は、3年振りに開幕から一軍登録。当初は主に、代打・三塁守備要員として公式戦へ出場していた。この年から移籍したレギュラー二塁手の西岡剛が体調不良などで試合を欠場するようになってからは、右投手が先発する試合に二塁手（または三塁手）としてスタメンに起用される機会が増えた。三塁手としてスタメンで出場した7月9日の対中日ドラゴンズ戦（沖縄セルラースタジアム那覇）では、2・3回に続けて失策を記録しながら、4回表の打席で先制適時打を放ってチームの5連勝に貢献。試合後には、4打点の活躍でヒーローインタビューを受けていた西岡の誘いで、急遽インタビューに参加するという一幕もあった。結局このシーズンは最後まで二軍へ降格せず、111試合に出場した。
2014年もシーズン通して一軍に帯同するが、出場試合数・成績共に前年より低下。三塁に加えて、一塁の守備固めで起用されることも多かった。シーズン終了後の11月11日には、甲子園球場の「日本プロ野球80周年記念試合」に、阪神・巨人連合チームの三塁手として途中から出場したが、2打数無安打に終わっている。
2015年も、公式戦の開幕を一軍で迎えた。三塁の守備要員としてチームに貢献していたが、打撃不振で5月21日に二軍へ降格。再昇格後の8月12日には、京セラドーム大阪の対中日戦に途中から出場すると、同点の8回裏二死二塁で迎えた打席で、ラウル・バルデスからシーズン25打席目で初打点となる勝ち越し三塁打を打って久々にヒーローインタビューを受けた。一軍公式戦全体では守備固めを中心に87試合に出場したが、通算7安打、2打点、打率.175という不本意な成績に終わった。
2016年には、移籍後初めて一軍公式戦への出場機会がなかった。この年には、一軍監督へ就任した元チームメイト・金本知憲の方針で大半の野手が一軍を経験したが、坂以外に一軍へ昇格できなかった内野手は西田直斗だけであった。69試合に出場したウエスタン・リーグ公式戦でも打率.174と低調で、10月1日に、球団から戦力外通告を受けた。12月2日、自由契約公示された。

### 阪神退団後
NPB他球団での現役続行を希望していることから、2016年11月12日には、甲子園球場で開催の12球団合同トライアウトに参加。シートバッティング形式の対戦で、5人の投手に対して5打数2安打2三振という結果を残した。

### 独立リーグ・06BULLS時代
2017年2月14日に、BASEBALL FIRST LEAGUE・06BULLSに入団することが、球団から発表された。NPBへの復帰を念頭に置いた入団ながら、チームではコーチも務める。開幕時点での登録は内野手となっている。
2018年シーズンは、公式戦への出場はなかった。2018年10月24日、今シーズン限りでの06からの退団と、ルートインBCリーグで2019年よりリーグ戦に参加する茨城アストロプラネッツでの監督就任が発表された。

### 現役引退後
茨城では選手登録せず、事実上現役を引退した。
監督在任中は2年連続最下位に終わったが、2020年のNPBドラフト会議で小沼健太がロッテに育成選手枠2巡目で指名され、NPBに選手を送り出した。2020年10月28日退任が発表された。

## 選手としての特徴
コースに逆らわないバットコントロールで変化球に巧く合わせる柔軟性としぶとさが持ち味。
楽天時代、田尾安志が2005年の監督就任直後に「楽天の誰の将来に期待しますか」というインタビューに「3年後の坂克彦に期待します」と即答した。しかし当の坂は同年の春季キャンプで、田尾直々の打撃指導に対して真っ向から反論した。
本来の守備位置は二塁手だが、内外野全てのポジションを守ることができるユーティリティープレイヤー。阪神移籍後の2013年4月5日の対広島戦（MAZDA Zoom-Zoom スタジアム広島）では、4番・一塁手としてスタメンに起用されていた新井良太が延長11回表の打席で左太ももを痛めたことから、その裏から新井に代わって急遽一塁の守備要員で登場。その直後に、無死二塁で打者・菊池涼介のバントを捕球すると、三塁への迅速な送球で二塁走者の中東直己をアウトにすることによってサヨナラ負けのピンチを救った（試合は12回表に福留孝介の決勝本塁打で阪神が勝利）。

## 詳細情報

### 年度別打撃成績
| 年 度      | 球 団      | 試 合 | 打 席 | 打 数 | 得 点 | 安 打 | 二 塁 打 | 三 塁 打 | 本 塁 打 | 塁 打 | 打 点 | 盗 塁 | 盗 塁 死 | 犠 打 | 犠 飛 | 四 球 | 敬 遠 | 死 球 | 三 振 | 併 殺 打 | 打 率 | 出 塁 率 | 長 打 率 | O P S |
| ---------- | ---------- | ----- | ----- | ----- | ----- | ----- | -------- | -------- | -------- | ----- | ----- | ----- | -------- | ----- | ----- | ----- | ----- | ----- | ----- | -------- | ----- | -------- | -------- | ----- |
| 2006       | 阪神       | 2     | 5     | 5     | 0     | 0     | 0        | 0        | 0        | 0     | 0     | 0     | 0        | 0     | 0     | 0     | 0     | 0     | 1     | 0        | .000  | .000     | .000     | .000  |
| 2007       | 阪神       | 17    | 41    | 37    | 3     | 7     | 1        | 0        | 1        | 11    | 3     | 0     | 0        | 3     | 1     | 0     | 0     | 0     | 6     | 1        | .189  | .184     | .297     | .482  |
| 2008       | 阪神       | 17    | 10    | 9     | 3     | 0     | 0        | 0        | 0        | 0     | 1     | 0     | 0        | 1     | 0     | 0     | 0     | 0     | 2     | 0        | .000  | .000     | .000     | .000  |
| 2009       | 阪神       | 5     | 4     | 4     | 0     | 0     | 0        | 0        | 0        | 0     | 0     | 0     | 0        | 0     | 0     | 0     | 0     | 0     | 2     | 0        | .000  | .000     | .000     | .000  |
| 2010       | 阪神       | 28    | 59    | 52    | 10    | 14    | 1        | 2        | 2        | 25    | 7     | 1     | 1        | 1     | 2     | 2     | 0     | 2     | 8     | 0        | .269  | .310     | .481     | .791  |
| 2011       | 阪神       | 3     | 5     | 5     | 0     | 0     | 0        | 0        | 0        | 0     | 0     | 0     | 0        | 0     | 0     | 0     | 0     | 0     | 4     | 0        | .000  | .000     | .000     | .000  |
| 2012       | 阪神       | 18    | 38    | 35    | 2     | 8     | 2        | 0        | 0        | 10    | 6     | 0     | 1        | 1     | 0     | 2     | 0     | 0     | 8     | 2        | .229  | .270     | .286     | .556  |
| 2013       | 阪神       | 111   | 233   | 205   | 29    | 47    | 5        | 1        | 2        | 60    | 20    | 0     | 0        | 5     | 3     | 20    | 0     | 0     | 43    | 1        | .229  | .294     | .293     | .587  |
| 2014       | 阪神       | 88    | 78    | 63    | 16    | 13    | 3        | 0        | 0        | 16    | 6     | 0     | 0        | 3     | 2     | 10    | 0     | 0     | 21    | 0        | .206  | .307     | .254     | .561  |
| 2015       | 阪神       | 87    | 46    | 40    | 2     | 7     | 0        | 1        | 0        | 9     | 2     | 1     | 0        | 2     | 0     | 3     | 0     | 1     | 13    | 0        | .175  | .250     | .225     | .475  |
| 通算：10年 | 通算：10年 | 376   | 519   | 455   | 65    | 96    | 12       | 4        | 5        | 131   | 45    | 2     | 2        | 16    | 8     | 37    | 0     | 3     | 108   | 4        | .211  | .270     | .288     | .563  |

### 年度別守備成績
内野守備
| 年 度 | 一塁  | 一塁  | 一塁  | 一塁  | 一塁  | 一塁     | 二塁  | 二塁  | 二塁  | 二塁  | 二塁  | 二塁     | 三塁  | 三塁  | 三塁  | 三塁  | 三塁  | 三塁     | 遊撃  | 遊撃  | 遊撃  | 遊撃  | 遊撃  | 遊撃     |
| 年 度 | 試 合 | 刺 殺 | 補 殺 | 失 策 | 併 殺 | 守 備 率 | 試 合 | 刺 殺 | 補 殺 | 失 策 | 併 殺 | 守 備 率 | 試 合 | 刺 殺 | 補 殺 | 失 策 | 併 殺 | 守 備 率 | 試 合 | 刺 殺 | 補 殺 | 失 策 | 併 殺 | 守 備 率 |
| ----- | ----- | ----- | ----- | ----- | ----- | -------- | ----- | ----- | ----- | ----- | ----- | -------- | ----- | ----- | ----- | ----- | ----- | -------- | ----- | ----- | ----- | ----- | ----- | -------- |
| 2006  | -     | -     | -     | -     | -     | -        | 2     | 6     | 6     | 0     | 1     | 1.000    | -     | -     | -     | -     | -     | -        | -     | -     | -     | -     | -     | -        |
| 2007  | -     | -     | -     | -     | -     | -        | 10    | 21    | 19    | 0     | 2     | 1.000    | 6     | 2     | 7     | 1     | 1     | .900     | -     | -     | -     | -     | -     | -        |
| 2008  | -     | -     | -     | -     | -     | -        | 3     | 0     | 4     | 0     | 1     | 1.000    | 4     | 1     | 6     | 1     | 1     | .875     | -     | -     | -     | -     | -     | -        |
| 2009  | -     | -     | -     | -     | -     | -        | 1     | 0     | 0     | 0     | 0     | .000     | -     | -     | -     | -     | -     | -        | -     | -     | -     | -     | -     | -        |
| 2010  | 1     | 2     | 1     | 0     | 0     | 1.000    | 18    | 29    | 30    | 0     | 16    | 1.000    | -     | -     | -     | -     | -     | -        | 3     | 4     | 7     | 0     | 2     | 1.000    |
| 2012  | -     | -     | -     | -     | -     | -        | -     | -     | -     | -     | -     | -        | 10    | 1     | 7     | 0     | 0     | 1.000    | -     | -     | -     | -     | -     | -        |
| 2013  | 7     | 9     | 4     | 0     | 1     | 1.000    | 44    | 45    | 82    | 1     | 11    | .992     | 55    | 20    | 54    | 6     | 3     | .925     | -     | -     | -     | -     | -     | -        |
| 2014  | 27    | 26    | 2     | 0     | 3     | 1.000    | 7     | 5     | 5     | 0     | 0     | 1.000    | 33    | 12    | 17    | 2     | 1     | .935     | -     | -     | -     | -     | -     | -        |
| 2015  | 30    | 31    | 2     | 0     | 2     | 1.000    | 20    | 12    | 19    | 0     | 2     | 1.000    | 25    | 5     | 5     | 0     | 1     | 1.000    | -     | -     | -     | -     | -     | -        |
| 通算  | 65    | 58    | 9     | 0     | 9     | 1.000    | 105   | 118   | 165   | 1     | 33    | .996     | 133   | 41    | 96    | 10    | 7     | .932     | 3     | 4     | 7     | 0     | 2     | 1.000    |

外野守備
| 年 度 | 外野  | 外野  | 外野  | 外野  | 外野  | 外野     |
| 年 度 | 試 合 | 刺 殺 | 補 殺 | 失 策 | 併 殺 | 守 備 率 |
| ----- | ----- | ----- | ----- | ----- | ----- | -------- |
| 2011  | 1     | 3     | 0     | 0     | 0     | 1.000    |
| 2012  | 7     | 7     | 0     | 0     | 0     | 1.000    |
| 2013  | 4     | 2     | 0     | 0     | 0     | 1.000    |
| 2014  | 5     | 2     | 0     | 0     | 0     | 1.000    |
| 通算  | 17    | 14    | 0     | 0     | 0     | 1.000    |

### 記録
NPB
- 初出場・初先発出場：2006年10月14日、対広島東洋カープ22回戦（広島市民球場）、7番・二塁手で先発出場
- 初打席：同上、1回表に大竹寛から一塁ゴロ
- 初安打・初本塁打・初打点：2007年7月1日、対横浜ベイスターズ10回戦（横浜スタジアム）、3回表に寺原隼人から右越ソロ
- 初盗塁：2010年9月28日、対読売ジャイアンツ23回戦（阪神甲子園球場）、9回裏に二盗（投手：マーク・クルーン、捕手：阿部慎之助）

### 独立リーグでの打撃成績
| 年 度     | 球 団     | 打 率 | 試 合 | 打 席 | 打 数 | 安 打 | 単 打 | 二 塁 打 | 三 塁 打 | 本 塁 打 | 塁 打 | 得 点 | 打 点 | 三 振 | 四 球 | 死 球 | 犠 打 | 犠 飛 | 盗 塁 | 併 殺 打 | 残 塁 | 失 策 | 長 打 率 | 出 塁 率 | O P S |
| --------- | --------- | ----- | ----- | ----- | ----- | ----- | ----- | -------- | -------- | -------- | ----- | ----- | ----- | ----- | ----- | ----- | ----- | ----- | ----- | -------- | ----- | ----- | -------- | -------- | ----- |
| 2017      | 06        | .329  | 27    | 96    | 82    | 27    | 21    | 5        | 0        | 1        | 35    | 14    | 14    | 12    | 13    | 0     | 0     | 1     | 3     | 6        | 25    | 1     | .427     | .417     | .844  |
| 通算：1年 | 通算：1年 | .329  | 27    | 96    | 82    | 27    | 21    | 5        | 0        | 1        | 35    | 14    | 14    | 12    | 13    | 0     | 0     | 1     | 3     | 6        | 25    | 1     | .427     | .417     | .844  |

### 背番号
- 53 （2004年 - 2006年途中）
- 35 （2006年途中 - 2020）
  - 1（2014日米野球日本プロ野球80周年記念試合）

### 登場曲
- ミーのカー - ↑THE HIGH-LOWS↓
- Shots - LMFAO ft. Lil Jon